# بريغيل
بريغيل (بالبرتغالية: Nuno Miguel Pereira Sousa‏) (8 مارس 1979 بفونشال في البرتغال - ) هو لاعب كرة قدم برتغالي في مركز الدفاع. شارك مع منتخب البرتغال تحت 21 سنة لكرة القدم. أما مع النوادي، فقد لعب مع نادي ماريتيمو وC.S. Marítimo B ‏.

## روابط خارجية
- بريغيل على موقع قاعدة بيانات كرة القدم.إي يو (الإنجليزية)
- بريغيل على موقع Soccerway.com (الإنجليزية)
- بريغيل على موقع AS.com (الإسبانية)